# Stefan aus dem Siepen
Stefan aus dem Siepen (nacido en 1964 en Essen) es un jurista, diplomático, escritor y poeta abogado alemán.

## Vida personal y carrera
Stefan aus dem Siepen nació en Essen en 1964, estudió derecho en Múnich y luego ingresó en el servicio diplomático. Después de trabajar en Bonn, Luxemburgo, Shanghái y Moscú, fue a Berlín, donde trabaja en el Ministerio Federal de Asuntos Exteriores desde 2009.
Su primera novela, publicada en 2006, fue Luftschiff, seguida de Die Entzifferung der Schmetterlinge en 2008.
Su tercera novela Das Seil se publicó en junio de 2012. Obtuvo mucha cobertura en prensa y estuvo en la lista de los más vendidos de Der Spiegel. Hubo traducciones de Das Seil en Francia, Italia y Corea del Sur. En 2020 la novela fue adaptada como una serie de tres partes para el canal de televisión Arte (protagonizada por Suzanne Clément, Jeanne Balibar y Tom Mercier).
En 2014, el autor publicó su cuarta novela, Der Riese, que también fue traducida al francés y al coreano. En 2015 le siguió un volumen de breves reflexiones y anécdotas, titulado Das Buch der Zumutungen, y en 2018 su primera colección de cuentos, Aufzeichnungen eines Käfersammlers: Unzeitgemäße Erzählungen.
El estilo de Siepen se basa en formas narrativas tradicionales, a menudo combina elementos realistas con surrealistas y satíricos, es humorístico e irónicamente profundo. Sus personajes son seres marginales que no consiguen orientarse en la normalidad, o viceversa: personajes cotidianos que se ven arrancados inesperadamente de su bien asentada normalidad.
Desde 2016, Siepen publica una columna mensual en la revista Cicero, titulada Der Flaneur, que trata desde su punto de vista fenómenos contemporáneos como la vestimenta, las costumbres, el uso del lenguaje, el gusto por el arte o las actividades de ocio.
Siepen está casado y vive entre Potsdam y París.

## Obras

### Novelas
- Luftschiff (2006), ISBN 9783855359745
- Die Entzifferung der Schmetterlinge (2008), ISBN 9783423142083
- Das Seil (2012), ISBN 9783423249201
- Der Riese (2014), ISBN 9783423260251

### Cuentos
Colecciones:
- Aufzeichnungen eines Käfersammlers: Unzeitgemäße Erzählungen (2018), ISBN 9783423281492

### No ficción
- Das Buch der Zumutungen (2015), ISBN 9783423280617, opinión

## Adaptaciones
- La Corde (2021), miniserie dirigida por Dominique Rocher, basada en la novela Das Seil